# Jornal escolar
O jornal escolar é uma publicação impressa produzida por alunos, sob a orientação de professores ou de demais membros da comunidade escolar. Nesse tipo de mídia são abordados tópicos de interesse da escola, dos estudantes e/ou da comunidade local. 

## História
O uso do jornal escolar não é uma inovação recente. Pois, os primeiros registros de uso dessa mídia remetem ao início do século XX, na Europa, especialmente na Bélgica, na Polônia e na França. Naquela época, essa prática na escola já tinha como objetivo a comunicação de estudantes crianças e adolescentes através da escrita, por isso, logo ganhou destaque se tornando um importante suporte pedagógico.
Na Bélgica, destaca-se o médico neurologista Jean-Ovide Decroly( 1871-1932) como um dos pioneiros do jornal escolar. Em 1907, Decroly fundou a École de l’Ermitage (Escola da Ermida) em Bruxelas. Essa instituição contava com três oficinas: tipografia, marcenaria e tecelagem. Conforme descrito no Ciclo de Estudos Pedagógicos nº 4, a tipografia da escola publicava o jornal "O Correio da Escola", inicialmente produzido com uma máquina de escrever e um mimeógrafo. Mais tarde, a escola conseguiu montar uma oficina de tipografia com as máquinas automáticas de Freinet, amplamente utilizadas na época. O próprio Freinet (1974) faz menção a este jornal escolar afirmando que só reconhece um 'antepassado' cuja realização se deu depois da guerra de 1914-1918, pela Escola Decroly (Bélgica), do Correio da Escola, impresso na própria instituição de ensino. Sendo assim, deduz-se que este tenha sido o primeiro jornal escolar que fora criado na Europa e dos primeiros no mundo, pelo menos que se tem informação.
Na Polônia, o precursor do jornal escolar foi o médico polonês Henryk Goldszmit (1878-1942), conhecido pelo pseudônimo de Janusz Korczak. De acordo com Sobreiro (2024), além de suas atividades médicas, Korczak demonstrava uma preocupação com a educação, especialmente em relação aos métodos pouco democráticos de ensino vigentes na época. Em 15 de abril de 1912, fundou o orfanato Lar das Crianças em uma área habitada por judeus pobres em Varsóvia, capital da Polônia. No entanto, foi somente em 1918, quando reassumiu a direção da instituição, que pôde colocar em prática suas ideias, tornando-se reconhecido nacionalmente por isso. Conforme Sobreiro (2024) relata, nessa instituição, as crianças viviam em uma verdadeira república, regida pelos princípios da igualdade de direitos e deveres, fraternidade e justiça. Nesse sentido, o jornal escolar produzido por essas crianças era um dos principais instrumentos para promover esses ideais.
De acordo com Sobreiro (2024), a instituição criada e administrada por Korczak mantinha dois jornais: o primeiro, intitulado "A Pequena Supervisão", que era financiado pelo próprio Korczak, o qual remunerava as crianças por sua contribuição. É importante destacar que, além da participação dos residentes do Lar, esse jornal também recebia cartas de crianças de toda a Polônia. Já o segundo jornal, que era o oficial, denominado "O Semanário", reportava os eventos importantes ocorridos durante a semana na república, incluindo colaborações de professores e alunos, e era lido em uma sessão pública todos os sábados.
Conforme Tomkiewicz (1984, p. 12) relata, o médico polonês apresenta em sua obra "Momentos Pedagógicos", um breve estudo dedicado aos jornais escolares, resultado de uma década de experiência, no qual Korczak já descreve o jornal totalmente elaborado pelas crianças. Em 1920, respondendo ao convite do popular jornal polonês Nasz Przeglad (Nossa Revista), ele preparou uma edição infantil intitulada Maly Przeglad (Pequena Revista), que alcançou grande repercussão em todo o país, conforme mencionado por Tomkiewicz (1984, p. 13). Segundo essa autora, em 1926, Korczak fundou, possivelmente, o primeiro semanário do mundo, de grande circulação, totalmente escrito, editado e produzido por crianças e adolescentes. A Petite Revue, graças aos seus jovens redatores e a uma rede de 2000 correspondentes, relatava todas as ocorrências envolvendo estudantes das províncias da Polônia e de Varsóvia. O periódico concedia a devida importância aos eventos do cotidiano das crianças e a leitura semanal era um deleite para dezenas de milhares de jovens, como destaca Tomkiewicz (1984). No entanto, apesar do reconhecimento obtido, o trabalho realizado pelas crianças e adolescentes foi alvo de ironia por parte dos jornalistas da imprensa adulta.
Em 1930, Korczak cedeu o cargo de redator-chefe para seu secretário Newerly, mas continuou a inspirar a Petite Revue até o último número, publicado em 1939, na véspera da invasão nazista (TOMKIEWICZ, 1984). O trabalho do médico polonês chegou ao fim em 10 de agosto de 1942, quando ele foi levado e morto na câmara de gás em Treblinka junto com os 200 órfãos sob seus cuidados durante a Segunda Guerra Mundial. Entretanto, o legado deixado por Korczak como pioneiro no uso do jornal escolar permanece relevante e servindo de base para novas abordagens no trabalho com a escrita.
Na França, destaca-se o pedagogo Célestin Freinet (1896-1966), outro precursor e um dos mais fervorosos defensores do uso do jornal escolar. Conforme mencionado por Elias (1997), Freinet, insatisfeito com o modelo tradicional de ensino, introduziu a imprensa escolar em 1924, identificando nessa abordagem uma nova ferramenta pedagógica capaz de fomentar um notável avanço tanto humano quanto acadêmico, além de despertar o interesse de renomados pedagogos da época. Isso resultou em uma mudança significativa no comportamento tanto dos professores quanto dos alunos naquele contexto. Desse modo, de acordo com Elias (1997), quebrava-se o ciclo do individualismo em que os professores estavam inseridos e estabeleciam-se os fundamentos de um movimento pedagógico fortalecido, unificado e natural, no qual todos contribuíam de alguma maneira para a produção de um conhecimento derivado da experiência.
Em 1928, Freinet foi transferido para uma escola em Saint-Paul de Vence, que tinha infraestrutura precária. Diante da falta de assistência e da negligência do governo em relação às escolas rurais, ele “[...] improvisa uma mesa e ali monta a sua imprensa, símbolo de um novo material escolar e de uma nova organização da sala de aula” (ELIAS, 1997). Em 1929, o Ministério da Educação da França começou a perseguir diretamente Freinet e seu método de ensino. Porém, no mesmo ano, pelo menos cem escolas francesas já tinham seu próprio jornal e utilizavam a escrita livre como método de aprendizado (SOBREIRO, 2024). Em 1933, conforme mencionado por Elias (1997), o pedagogo francês foi expulso da rede pública de ensino e, em 1935, fundou uma escola independente, tornando-se a primeira escola proletária privada. Nessa instituição, ele aprimorou e desenvolveu novas técnicas, aprofundando suas ideias sobre a educação do trabalho. Durante a Segunda Guerra Mundial, em 1939, Freinet foi preso sob a acusação de terrorismo devido aos seus ideais marxistas e enviado ao campo de concentração de Saint-Vichy-Maximim, onde permaneceu até 1941 e escreveu os livros "Educação do Trabalho" e "Ensaio da Psicologia Sensível Aplicada à Educação" (ELIAS, 1997). Após o fim da guerra, o professor francês continuou a defender um novo modelo de escola, “[...] voltado para o povo e marcado por uma nova arquitetura pedagógica [...]” (SOBREIRO, 2024, p. 7). Freinet faleceu em 1966, deixando um movimento pedagógico com cerca de vinte mil seguidores e uma rede de jornais escolares com uma tiragem de quinhentos mil exemplares, distribuídos em mais de vinte países, confirmando, segundo Elias (1997, p. 31), que o seu trabalho não foi isolado e que apenas por meio da cooperação é possível educar as novas gerações.
Apesar de Decroly e Korczak terem sido os pioneiros a incentivarem a produção do jornal escolar por crianças e adolescentes, foi com Freinet que essa forma de mídia ganhou notável destaque. Pois, foi ele o primeiro educador a introduzir esse meio de comunicação como ferramenta de apoio pedagógico no ambiente escolar – já que os seus antecessores eram médicos –, dedicando a sua vida profissional na divulgação e implementação de jornais escolares em várias escolas da França no século XX. Graças ao trabalho de Freinet, o jornal escolar ultrapassou fronteiras e ainda hoje esse recurso pedagógico é usado por muitas escolas, especialmente no Brasil, conforme algumas pesquisas acadêmicas realizadas sobre esta temática, como Ijuim (2005), Baltar (2006) e Carvalho (2011).